# Gomesende
Gomesende – gmina w Hiszpanii, w prowincji Ourense, w Galicji, o powierzchni 28,32 km². W 2011 roku gmina liczyła 914 mieszkańców.